# Драган Шолак
Драган Шолак (на сръбски: Драган Шолак / Dragan Šolak) е сръбски бизнесмен и медиен магнат. Той е основател и мажоритарен собственик на медийната компания „Юнайтед Груп“. Към 2021 г. чистите му приходи се оценяват на 1,22 милиарда евро, като се смята за най-богатия човек в Сърбия.

## Биография
Роден е на 19 юли 1964 г. в град Крагуевац, СР Сърбия, СФРЮ. По-късно се премества в Белград, където учи висше, но прекъсва обучение и се отдава върху бизнеса. През 1990 г. той започва бизнес в сферата на производството, като е един от първите в Югославия. След войната в Босна и Херцеговина през 1992 г. живее около десетилетие извън страната, като работи в областта на интелектуалната собственост и авторското право. През 2000 г. стартира местна кабелна телевизионна мрежа в Крагуевац, която по-късно се разраства чрез международно финансиране. През 2014 г. тази мрежа се преименува на „Юнайтед Груп“.